# Ljusbrynad tinamo
Ljusbrynad tinamo (Crypturellus transfasciatus) är en fågel i familjen tinamoer inom ordningen tinamofåglar.

## Utbredning och systematik
Fågeln förekommer i tropiska skogar från västra Ecuador till nordvästra Peru. Den behandlas som monotypisk, det vill säga att den inte delas in i några underarter.

## Status
IUCN kategoriserar arten som nära hotad.